# شهرستان کریک (اکلاهما)
شهرستان کریک، اکلاهما (به انگلیسی: Creek County, Oklahoma) شهرستانی در ایالات متحده آمریکا است که در اکلاهما واقع شده‌است.

## خصوصیات
شهرستان کریک ۲٬۵۱۲ کیلومترمربع مساحت دارد.